# 威廉氏症候群
威廉斯氏症候群（英語：Williams syndrome，WS），又称威廉斯-博伊倫氏症候群（英語：Williams–Beuren syndrome，WBS），也称为鸡尾酒会综合症，是一種罕見的遺傳疾患，患者神經發育異常，行為舉止異常興奮，語言能力相對其他智能障礙疾病患者好（例如，與智能相當的唐氏症病患相比），不懼怕陌生人，有禮貌且個性外向，特別熱愛音樂與歌唱、玩聲音、害怕尖銳或巨大的聲音，敏於覺察他人情緒及喜歡使用艱澀的用詞。大部分病人都有典型的輕度到中度智能障礙，基因缺失範圍愈大，症狀愈嚴重。
患者有着像小精靈、小矮人的特殊面部特徵，且臉部特徵隨年齡增長而更加明顯，身材也較矮小。
威廉斯氏症候群是一種遺傳疾病，是因為第7對染色體的長臂中25-28个基因被刪除而發生，此狀況通常是卵子或精子在形成時發生的偶發事件；在少數病例中，威廉斯氏症候群是遺傳自顯性患病的父母（體顯性遺傳疾病）；患者的特殊面部特徵（闊嘴、朝天鼻、人中長、窄而小的下巴、泡泡眼、尖耳朵、脖子長、斜肩等）常被認為是缺失了特定的基因，通常確診是基於症狀引起懷疑（例如，出生是即有心臟瓣膜閉鎖不全、主動脈狹窄、SVAS等），並透過螢光原位雜交法(FISH)之ELN基因探針檢測以確診其患病。

## 治療方式
包含特殊教育、職能、物理、心智科（部分併發有自閉症）復健（手功能差、精細動作差、認知障礙、本體覺差、視知覺問題、關節緊、肌肉張力低、脊椎側彎等）及各種形式血鈣、尿鈣、甲狀腺功能、血壓、腎臟超音波、骨密度、主動脈、肺動脈、腎動脈、腎功能等追蹤檢查的療法與牙齒矯正，手術僅被用於治療心臟血管疾病或40度以上之嚴重的脊椎側彎問題或是呼吸中止症，當患者有高血鈣、高血壓、甲狀腺功能低下時，需要改變飲食或施以藥物治療。威廉斯氏症候群的症狀首見於出現紐西蘭心臟學家之口，平均在7500（挪威研究）到20000位新生兒裡會出現一位患者，患者的預期壽命較一般人為短，主因是第七對染色體上ELN彈力蛋白基因的缺失造成主動脈、肺動脈、腎動脈的狹窄與結締組織問題造成的心血管疾病的風險增加之故。
威廉斯氏症候群最早於1961年由紐西蘭心臟學家约翰·西普里安·菲普斯·威廉姆斯發現，翌年，德國醫師阿洛伊斯·约瑟夫·博伊伦等人也不約而同地針對此疾病提出報告，（因此，歐洲習慣稱此病為「威廉斯-博伊倫氏症候群」，但美國通常還是用「威廉斯氏症候群」。），因為7號染色體長臂約25-28個基因有所缺失或重複造成之拷貝數變異，發生率介於1/7500與1/20000之間。